# Aleksandr Kaniszczew
Aleksandr Wasiljewicz Kaniszczew (ros. Александр Васильевич Канищев, ur. 8 maja 1960 w Leningradzie) – radziecki piłkarz narodowości rosyjskiej występujący na pozycji pomocnika lub napastnika.

## Kariera klubowa
Grę w piłkę nożną rozpoczął w wieku 8 lat w DJuSSz Krasnyj Treugołnik Leningrad. W latach 1976–1978 grał w drużynach młodzieżowych oraz rezerwach Zenitu Leningrad. W 1979 roku wraz z grupą młodych zawodników Zenitu przeniósł się do klubu Wtorajej Ligi ZSRR Karszystroju Karszy, gdzie rozpoczął karierę na poziomie seniorskim. W tym samym roku zwyciężył z drużyną Leningradu w ogólnokrajowym turnieju młodzieżowym Pierieprawa (ros. Переправа), w którym otrzymał wyróżnienie dla najlepszego pomocnika rozgrywek. Przed sezonem 1980 przeniósł się do Dinama Leningrad (Wtoraja Liga ZSRR), gdzie spędził 2 lata. Na początku 1982 roku został sprowadzony przez trenera Janisa Skriedielisa do Daugavy Ryga. Został ustawiony na pozycji rozgrywającego i stworzył linię ataku z Jewgienijem Milewskim i Aleksandrem Starkowem. W sezonie 1985 Daugava wygrała rozgrywki Pierwoj Ligi, co dało jej prawo udziału w turnieju o wejście do Wyższej Ligi, w którym zajęła ostatnią lokatę w grupie. Wkrótce po tym Kaniszczew opuścił klub, rozegrawszy dla niego 147 ligowych spotkań, w których strzelił 27 bramek.

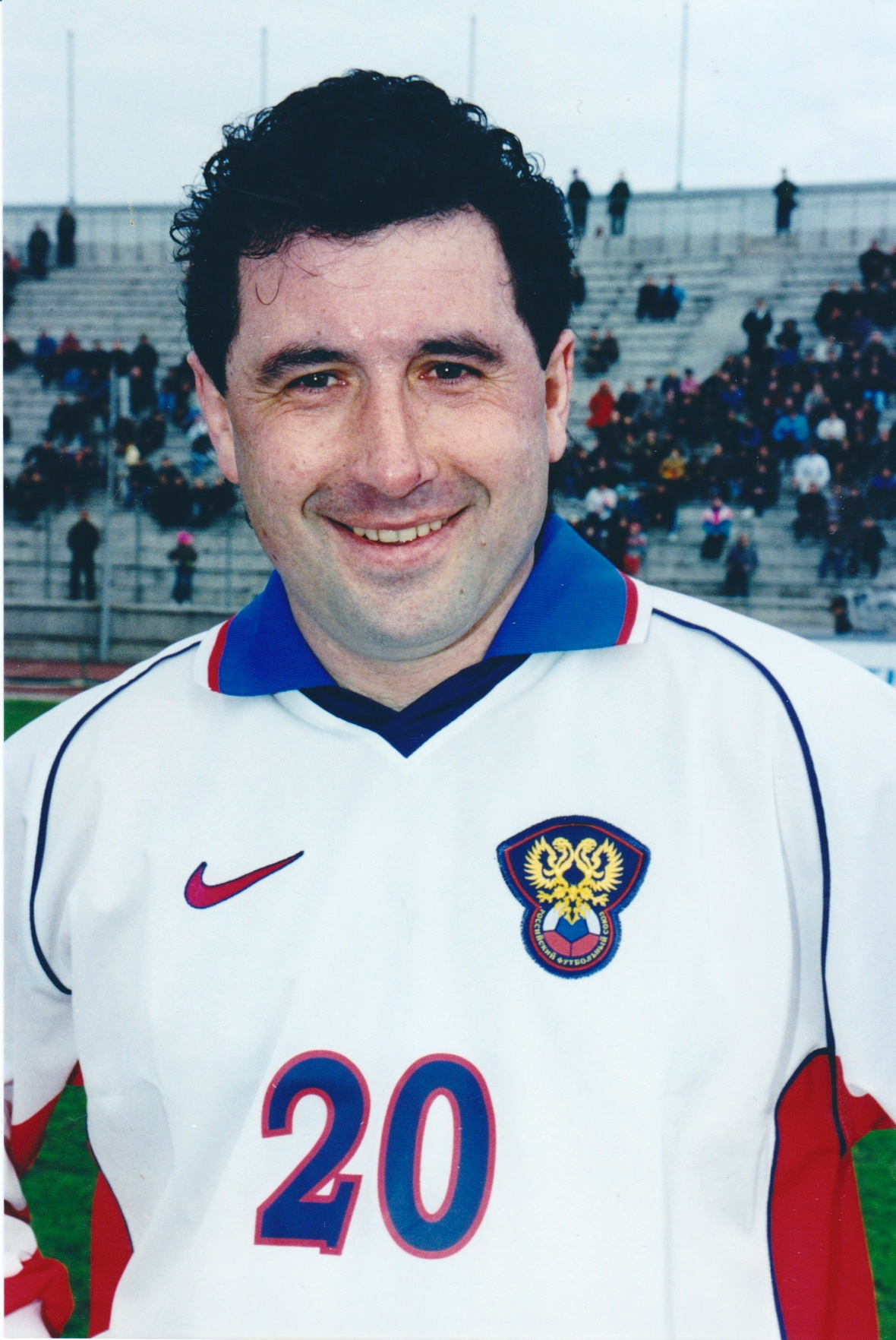
Kaniszczew podczas meczu oldbojów (2011)

Przed rozpoczęciem sezonu 1986 odrzucił ofertę Dniepru Dniepropietrowsk i został zawodnikiem Zenitu Leningrad prowadzonego przez Pawła Sadyrina. 9 marca 1986 zadebiutował w Wyższej Lidze w zakończonym bezbramkowym remisem meczu przeciwko Spartakowi Moskwa. 30 września 1987 zanotował jedyny w karierze występ w rozgrywkach europejskich pucharów w spotkaniu z Club Brugge (0:5) w Pucharze UEFA 1987/88. W radzieckiej ekstraklasie zaliczył łącznie 51 meczów i strzelił 5 goli. Po sezonie 1987, z powodu eskalacji konfliktu ze sztabem szkoleniowym opuścił zespół. Odrzucił ponownie ofertę gry w Dnieprze Dniepropietrowsk i powrócił do Daugavy Ryga, z którą w sezonie 1989 spadł z Pierwoj Ligi. W pierwszej połowie sezonu 1990 grał w Mietalliście Charków, dla którego rozegrał 4 spotkania w Wyższej Lidze.
Latem 1990 roku, w trakcie postępującego procesu rozpadu Związku Radzieckiego, Kaniszczew zdecydował się na transfer zagraniczny i podpisał kontrakt ze Stilonem Gorzów Wielkopolski. W pierwszej połowie sezonu 1990/91 II ligi rozegrał on 11 spotkań i zdobył 2 gole. Po pół roku wraz z rodakami Arkadijem Afanasjewem i Siergiejem Anaszkinem - jako pierwsi zagraniczni piłkarze w historii klubu - zasilili występującą na tym samym poziomie rozgrywkowym Pogoń Szczecin. Kaniszczew był odpowiedzialny za kreowanie gry ofensywnej i wyróżniał się dobrą techniką użytkową i umiejętnym rozgrywaniem akcji. Uznano go za znaczne wzmocnienie zespołu, który w rundzie wiosennej sezonu 1990/91 obronił się przed grożącą mu degradacją. Przed sezonem 1991/92 przeszedł do Legii Warszawa, trenowanej przez Władysława Stachurskiego, stając się pierwszym obcokrajowcem w klubie od momentu wybuchu II wojny światowej. W I lidze zadebiutował 22 września 1991 w zremisowanym 0:0 meczu przeciwko Zagłębiu Lubin. Ogółem zaliczył w barwach Legii 3 ligowe spotkania, nie zdobył żadnej bramki. W wyniku komplikacji zdrowotnych po kontuzji stawu kolanowego zmuszony był na początku 1992 roku zakończyć karierę.

## Kariera reprezentacyjna
W 1975 roku występował w juniorskiej reprezentacji Związku Radzieckiego w kategorii U-17.

## Życie prywatne
Po zakończeniu kariery piłkarskiej zajął się działalnością biznesową w wielu branżach, zaczynając od inwestycji w przemysł spirytusowy. Jest współzałożycielem i prezesem powstałego w 1996 roku funduszu Zenit-84. Wspiera on finansowo piłkarzy Zenitu Leningrad z mistrzowskiego sezonu 1984, którzy znajdują się w trudnej sytuacji materialnej. Fundusz prowadzi również szkółkę piłkarską pod tą samą nazwą, zatrudniającą w znacznej mierze byłych zawodników Zenitu.